# Finanzsenator
Ein Finanzsenator ist der Leiter desjenigen Ressorts der Landesregierungen in den Bundesländern Berlin, Bremen und Hamburg – in denen die Landeskabinette den Namen Senat tragen –, das für Finanzen zuständig ist. Der Finanzsenator ist damit der Finanzminister des jeweiligen Landes.
Die entsprechende oberste Landesbehörde nennt sich in Berlin Senatsverwaltung für Finanzen, in Bremen Der Senator für Finanzen und in Hamburg Behörde für Finanzen und Bezirke.